# Михаил Рошиану
Михаил Рошиану е румънски дипломат.
Завършва висше образование по специалностите „Филология“ в Букурещкия университет и „Международни икономически отношения“ в МГИМО, Москва.
Има публикации по контрола на въоръженията, разоръжаването и международното обществено право.
Изпратен е за посланик в България през 2004 година.